# 中华人民共和国农业法
《中华人民共和国农业法》为中华人民共和国规范农业的选育、生产、经营、使用的全国性法律，于1993年7月2日第八届全国人民代表大会常务委员会第二次会议通过。
2002年12月28日第九届全国人民代表大会常务委员会第三十一次会议修订。
2009年8月27日第十一届全国人民代表大会常务委员会第十次会议《关于修改部分法律的决定》第一次修正。
2012年12月28日第十一届全国人民代表大会常务委员会第三十次会议《关于修改〈中华人民共和国农业法〉的决定》第二次修正。
现今的《农业法》共有13章99条。

## 相关
- 李慧娟
- 河南种子案
- 农业综合行政执法